# CA Rosario Central
Club Atlético Rosario Central är en argentinsk fotbollsklubb från staden Rosario. Klubben spelar sina hemmamatcher på Estadio Gigante de Arroyito och har en stark rivalitet till Newell's Old Boys. Klubben grundades den 24 december 1889 av engelska järnvägsarbetare, då under namnet Central Argentine Railway Athletic Club. Namnet byttes 1903 till det nuvarande namnet.